# هویک ادگاریان
هُویک آوتیسی ادگاریان (ارمنی: Հովիկ Ավետիսի Էդգարյան؛ ۲۵ ژوئن ۱۹۲۵–۲ اکتبر ۲۰۱۶) موسیقی‌دان، شاعر، نوازنده ویولن در ارکستر سمفونیک تهران و عضو اتحادیه نویسندگان ارمنستان بود. وی عضو اتحادیه نویسندگان ارمنستان بود.

## زندگی‌نامه
در سال ۲۵ ژوئن ۱۹۲۵ (۱۳۰۴) در چهارمحال و بختیاری به دنیا آمد. تحصیلات ابتدایی و متوسطه را در جلفای اصفهان گذراند و تحصیلات موسیقایی را در تهران به پایان برد و سپس با ارکستر سمفونیک تهران به عنوان نوازندهٔ ویلن همکاری نمود.
سپس تحصیلات موسیقی را در مرکز ساخت دستگاه‌های موسیقی لندن ادامه داد و در سال ۱۹۴۵ (۱۳۲۴) به تهران بازگشت و کارگاه ساخت پیانو را تأسیس نمود و به ساخت ۲۶ پیانو مبادرت ورزید وی همچنین برای موسیقی ایرانی پیانو ۴/۱ تُن را ساخت که به عنوان اختراع در دفتر اختراعات دولتی ثبت شده است.
هویک ادگاریان عضو هنرستان موسیقی و انستیتو ادوات موسیقی لندن بود. وی در تهران زندگی می‌کرد. وی یکی از نیکوکاران فعال ارمنی بود به تأسیس مدارسی مبادرت ورزید و هزینهٔ تحصیلی تعدادی دانشجو را برعهده گرفت.
ادگاریان در ۲ اکتبر ۲۰۱۶ در سن ۹۱ سالگی در تهران درگذشت.

## یادداشت
1. ↑  ۷/۱۲/۱۳۳۳/۹۱۷۷
2. ↑  شماره ثبت ۵/۳/۱۳۴۳/۵۶۶۶